# Tharawaddy
Tharawaddy (ur. 14 marca 1787, zm. 17 listopada 1846) – król Birmy od 1837 roku. Przeciwstawiał się brytyjskiej ekspansji kolonialnej.
W 1837 roku Tharawaddy usunął z tronu swojego brata Bogyidawa, który cierpiał na chorobę psychiczną i sam objął władzę w Birmie. Na początku swoich rządów podjął zdecydowane działania zmierzające do ukrócenia korupcji i przywrócenia w państwie porządku. W tym celu nakazał aresztować i stracić wielu wpływowych dygnitarzy dworu swojego poprzednika. Wśród skazanych na śmierć była też żona i syn Bogyidawy. W tym samym roku Tharawadda wypowiedział podpisany przez brata z Wielką Brytanią układ z Yandabo, na mocy którego Birma zrzekała się dwóch swoich prowincji Tenasserim i Arakan. W lipcu tego roku nakazał brytyjskiemu rezydentowi Harveyowi Burneyowi, opuszczenie swojej stolicy. Odmówił też rozmów z nowym rezydentem przybyłym wkrótce na jego dwór. W 1840 roku brytyjski gubernator generalny Indii lord Auckland odwołał swojego rezydenta z Birmy, zawieszając w ten sposób stosunki dyplomatyczne z tym krajem. Postępowanie Tharawaddy uznał za wypowiedzenie wojny. Jednak wobec zaangażowania wojsk brytyjskich w walki w Afganistanie, władze w Londynie nie zdecydowały się na wojnę z Birmą.
Pod koniec życia Tharawaddy zaczął zdradzać objawy choroby psychicznej, takiej samej, na którą cierpiał jego brat. W październiku 1846 roku, na krótko przed śmiercią został usunięty z tronu przez swojego syna Pagana.